# Lorimar Television

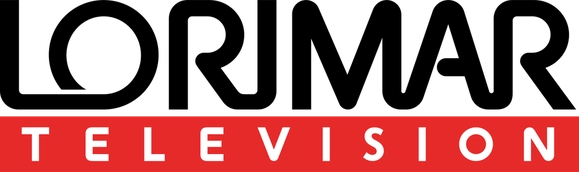
Logo aziendale dal 1987 al 1993

Lorimar Productions, Inc., in seguito nota come Lorimar Television e Lorimar Distribution, era una società di produzione americana attiva dal 1969 fino al 1993, quando fu incorporata nella Warner Bros. Television (ora Warner Bros. Television Studios). Fu fondata da Irwin Molasky, Merv Adelson e Lee Rich. Il nome della compagnia nasce dalla fusione del nome dell'allora moglie di Adelson, Lori, con Palomar Airport.

## Storia

Logo usato dal 1978 al 1986

### I primi anni e la fusione con Telepictures (1969–86)
Verso la fine degli anni '60, grazie a un prestito bancario di 185.000 dollari concesso ad Adelson, venne fondata la Lorimar Productions. Ad Adelson si affiancò Rich, che prima di approdare a Lorimar si era guadagnato una solida reputazione, prima come dirigente pubblicitario presso Benton & Bowles, poi come produttore televisivo, co-producendo (con Walter Mirisch) serie di successo come La pattuglia del deserto.
La Lorimar inizialmente produceva film per la televisione per la "rubrica" film della settimana della ABC. In questa ottica Rich acquistò la sceneggiatura di un adattamento del romanzo The Homecoming di Earl Hamner Jr. e successivamente ne vendette i diritti alla CBS. The Homecoming: A Christmas Story, trasmesso durante le festività natalizie del 1971, fu un successo di ascolti e servì come episodio pilota per il primo grande successo della Lorimar, la serie Una famiglia americana, che debuttò nel 1972. Nel corso degli anni '70, la Lorimar ha prodotto grandi serie di successo, tra cui La famiglia Bradford, e la popolarissima Dallas.
Le attività della Lorimar iniziarono ad espandersi gradualmente, prima creando una partership di syndication con la MTM Productions e la T.A.T., poi verso la fine del 1978, stringendo un accordo con la United Artists, la quale avrebbe provveduto alla distribuzione dei film prodotti dalla Lorimar, mentre la Lorimar avrebbe cercato di adattare le proprietà della UA in serie televisive. Tuttavia, questo accordò non generò nessun prodotto, e quindi la collaborazione terminò nel 1980. Sempre nel 1980, Lorimar acquistò la biblioteca della Allied Artists Pictures Corporation.
Nella stagione 1984-85, tre dei primi 10 show negli Stati Uniti erano prodotti da Lorimar: Dallas, California e Falcon Crest. A metà degli anni '80, la produzione di Lorimar si orientò verso sitcom per famiglie, tra queste vi erano La famiglia Hogan (inizialmente intitolata Valerie), Balki e Larry - Due perfetti americani e Gli amici di papà, co-prodotte con la Miller-Boyett Productions. Nel 1985 fu deciso di espandersi nel redditizio campo della distribuzione in prima visione in syndication e, fu profuso un grande sforzo con l'acquisizione di Syndivision, i cui diritti includevano la distribuzione in prima visione di Ralph supermaxieroe e Nancy, Sonny & Co., oltre al piano per registrare nuovi episodi del game show della CBS Press Your Luck, progetto questo alla fine abortito.
Nell'ottobre 1985, la Lorimar sempre come parte della loro espansione nel mondo delle prime visioni in syndication, annunciò che si sarebbe fusa con la società televisiva di syndication Telepictures, diventando così Lorimar-Telepictures. Nello stesso anno Lorimar annunciò la sua intenzione di acquistare una quota del 15% della Warner Communications, all'epoca in difficoltà finanziarie. Il 19 febbraio 1986, la fusione Lorimar-Telepictures fu completata e la società si quotò alla Borsa di New York come "LT". Nel 1986 acquistarono gli studios della Metro-Goldwyn-Mayer a Culver City, nonché i laboratori Metrocolor da Ted Turner (che in quel periodo possedeva la MGM), immediatamente rivenduti alla Technicolor per 60 milioni di dollari. Nello stesso anno, Rich lasciò l'azienda e si trasferì alla MGM.

### Acquisto da parte di Warner Communications e fusione con Warner Bros. Television (1987–93)
Nel 1987, il ramo produttivo della Lorimar-Telepictures divenne Lorimar Television e l'attività di distribuzione della LT fu rinominata Lorimar Syndication. Questo perché la nuova strategia aziendale prevedeva che il nome Lorimar sarebbe stato utilizzato solamente come nome operativo per tutte le unità aziendali di LT. Fu anche annunciato il piano per una serie televisiva basata sulla rivista TV Guide, che però non si concretizzò (TV Guide sarebbe arrivata in televisione soltanto nel 1999, quando il Prevue Channel venne rinominato TV Guide Channel).
A giugno 1988, la Lorimar fu acquistata dalla Warner Communications, che nel 1990 si fuse con Time Inc. formando così la Time Warner. L'attività di distribuzione di Lorimar fu così incorporata nella Warner Bros. Television Distribution che divenne Warner Bros. Domestic Television Distribution. Da allora, il nome Telepictures è stato riutilizzato un paio di volte, prima come società di produzione (1990), e successivamente come società di distribuzione (1995).
Verso la fine del 1989, l'ex studio MGM venne venduto alla Sony la quale vi trasferì la Columbia Pictures, la TriStar Pictures e le altre attività dell'azienda, all'inizio del 1990, la struttura venne rinominata Columbia Studios (oggi Sony Pictures Studios). Nel 1990, David Salzman lasciò la Lorimar per fondare la Millennium Productions, una società di produzione indipendente che avevo strinto accordi con la WB. Nel 1991, dopo che la Orion Pictures chiuse la sua unità televisiva, Gary Nardino si trasferì alla Lorimar, portando con sé alcuni spettacoli prodotti dalla Orion e contratti in essere con vari professionisti (Thomas Carter, Robert Townsend, Paul Stojanovich, Clifton Campbell e Deborah Joy LeVine). Nel 1992, Barbara Corday, ex dirigente della CBS, concluse un accordo con la Lorimar e divenne la co-produttrice esecutiva della serie California.
La Lorimar continuò ad essere una società di produzione fino al settembre 1993, quando, principalmente per ragioni economiche, venne infine incorporata nella Warner Bros. Television. L'ultima serie ad essere trasmessa sotto il nome Lorimar è stata Time Trax, come parte del blocco di programmazione Prime Time Entertainment Network. Diverse serie programmate per essere produzioni Lorimar, come Lois & Clark - Le nuove avventure di Superman, Living Single, It Had to Be You, Café Americain, The Trouble with Larry e Family Album finirono per essere prodotte dalla Warner Bros.
Les Moonves, che in seguito sarebbe diventato presidente e CEO della CBS Corporation, fu presidente e CEO di Lorimar Television dal 1990 al 1993. Dopo la fusione con la WB, Moonves divenne presidente della Warner Bros. Television.
La Lorimar possedeva anche importanti titoli del catalogo cinematografico della defunta casa di produzione cinematografica Allied Artists (originariamente Monogram Pictures), acquistata nel 1980, tra cui Cabaret e Papillon, che con la fusione, divennero di proprietà della Warner. Dopo la fusione con Telepictures, la Lorimar entrò in possesso anche della casa di animazione Rankin/Bass Animated Entertainment, insieme al suo catalogo successivo al 1973. La prima serie di animazione prodotta con la nuova proprietà Lorimar fu la famosa ThunderCats, che andò in onda fino al 1989. La serie è stata ri-prodotta dalla Warner Bros. Animation e trasmessa su Cartoon Network per una stagione nel 2011.

## Altre iniziative

### Film per il cinema
Lorimar non si limitava a produrre programmi televisivi. Sporadicamente, produssero anche film per il cinema, la maggior parte dei quali erano originariamente distribuiti da altri studios. Questi venivano prodotti sotto l'egida della Lorimar Motion Pictures (o talvolta Lorimar Pictures). L'ingresso di Lorimar nel mondo del cinema fu in gran parte sostenuto da Adelson, infatti Rich vi si oppose sempre fermamente. Tale decisione fu uno dei tanti fattori che portarono all'uscita di Rich dalla società nel 1986.
La Lorimar pose fine al suo contratto di distribuzione firmato con la United Artists nel 1980, subito dopo aver acquistato la libreria della Allied Artists, ciò avvenne principalmente a causa dell'insoddisfazione per le strategie di marketing utilizzate dalla UA per la promozione delle produzioni Lorimar. Successivamente, quindi, gran parte della produzione cinematografica di Lorimar venne distribuita in patria dalla Universal o dalla Paramount.
Verso la fine del 1984, l'unità cinematografica incrementò le operazioni, siglando anche un accordo con Sidney Lumet per lo sviluppo di lungometraggi. Nel 1985, strinse una partnership con la Producers Sales Organization, per gestire le vendite in tutto il mondo, e con la 20th Century Fox, che acquisì i diritti di distribuzione di molti dei suoi film in nord America. Nel 1986, la Lorimar Motion Pictures firmò ulteriori accordi di distribuzione internazionali: nel Regno Unito con la U.K. Film Distributors una joint venture formata da TCF e The Walt Disney Company; in Francia con la UGC; in Germania con la Neue Constantin Film; in Giappone con la Toho-Towa.
Nel gennaio 1987, l'unità cinematografica venne rinominata Lorimar Film Entertainment per coincidere con la sua nuova unità di distribuzione interna, appositamente creata per gestire in autonomia la ditribuzione delle proprie produzioni, ciò portò alla rescissione del precedente accordo con la Fox per il nord America. Quell'anno, la New Century/Vista Film Co., una joint venture tra The Vista Organization e New Century Entertainment, stipulò un accordo con Lorimar per la distribuzione internazionale. La Lorimar acquisì anche i diritti di distribuzione internazionali più altri diritti accessori per film non prodotti da lei come per esempio per Il ritorno dei morti viventi 2.
Nel maggio 1987, Craig Bamgaurten, che era alla Lorimar Motion Pictures dal 1984, annunciò che si sarebbe dimesso dal suo incarico di presidente quello stesso dicembre, il suo ruolo fu asseganto a Peter Chernin.
Nel 1988, in seguito all'annuncio della fusione di LT con Warner Communications, la Lorimar stipulò un nuovo accordo di distribuzione con Warner Bros. Questo accordo pose definitivamente fine al ramo di distribuzione interna della Lorimar. Sotto Warner, Lorimar continuò comunque a realizzare film per il cinema fino al 1990. Successivamente, la cineteca della Lorimar venne accorpata a quella della Warner Bros. Pictures.
Attualmente la Warner Bros. detiene la maggior parte del catalogo della Lorimar, anche se alcuni film sono rimasti in mano ai loro distributori originali.

### Home video
Nel 1984, Lorimar acquistò la Karl Video Corporation (KVC), nota anche come Karl Home Video, che prese il nome dal suo fondatore, Stuart Karl (1953–1991). Dopo l'acquisizione, la KVC, nota soprattutto per aver prodotto i video di esercizi di fitness Jane Fonda's Workout, fu rinominata Karl-Lorimar Home Video. Tuttavia, nonostante questa nuova acquisizione, per un certo periodo la Lorimar continuò a concedere in licenza i prodotti della propria libreria (principalmente titoli della Allied Artists) a CBS/Fox Video (oltre ai prodotti delle sotto-etichette Key Video e Playhouse Video).
Dopo l'acquisizione, la Karl-Lorimar iniziò ad espandersi, prima con un accordo per distribuire i film della Lorimar Motion Pictures, successivamente furono stipulati accordi di distribuzione con terze parti in particolare con VCL Communications e De Laurentiis Entertainment Group, gettando le basi per l'espansione internazionale che ha visto i titoli home-video Lorimar distribuiti nel Regno Unito tramite Guild Home Video e The Video Collection (quest'ultima società gestiva i titoli per bambini, inclusi i titoli della joint venture Scholastic-Lorimar Home Video).
Verso la fine del 1986, venne introdotto un nuovo marchio di home video in stile broadcast, "KLV-TV" (pubblicizzato come "Your Personal Network"). Altri settori di crescita includevano la distribuzione da parte di Karl-Lorimar della serie romantica in direct-to-video Shades of Love (in collaborazione con la canadese Astral Film Enterprises) e Jazzvisions, con concerti jazz di Herbie Hancock, Antonio Carlos Jobim, John Scofield, George Duke, Tito Puente ed Etta James, oltre allo spettacolo teatrale di Porgy and Bess.
All'inizio del 1987, mentre l'espansione dell'azienda continuava (incluso un accordo con il distributore cinematografico internazionale Cinecom Entertainment Group), il rapporto tra Lorimar e Karl si inasprì, principalmente a causa delle perdite finanziarie accumulate dalla divisione dovute a esperimenti falliti, nel marzo 1987 Karl si dimise a causa della violazione delle linee guida etiche dell'azienda. La Karl-Lorimar tuttavia continuò ad esistere sotto il nome di Lorimar Home Video, e ricevette nuova linfa grazie alle uscite cinematografiche della Lorimar. Tuttavia, non durò a lungo, poiché Lorimar Home Video chiuse nel 1989 in seguito alla fusione con Warner, e fu incorporata in Warner Home Video.
In Australia, Lorimar invece si unì a Village Roadshow per creare la Roadshow Lorimar Home Video, con il compito di distribuire i film della Lorimar Motion Pictures nel paese.

### Etichetta discografica
Nel 1979, la Lorimar fondò la Lorimar Records, la cui prima uscita fu la colonna sonora del film Basket Music. L'etichetta in realtà ebbe pochissimi artisti sotto contratto, che furono distribuiti principalmente dalla Columbia Records, un album delle Coyote Sisters fu distribuito anche dalla Motown tramite la sussidiaria Morocco. L'ultima pubblicazione della Lorimar Records fu la colonna sonora di Action Jackson (1988), che in quel caso fu distribuita dalla Atlantic Records.

### Pubblicità
La Lorimar durante gli anni '80 si espanse anche nel settore pubblicitario,  acquisendo per prima la Kenyon & Eckhardt, un'agenzia pubblicitaria, nel 1983. Successivamente acquisì Bozell Jacobs nel 1985 e la fuse con Kenyon formando così la Bozell, Jacobs, Kenyon & Eckhardt. Nel 1992 l'azienda venne rinominata Bozell Worldwide.

## Filmografia

### Produzioni televisive
Le produzioni televisive della Lorimar includono:
- Questa sì che è vita (con Screen Gems, 1971–1972)
- Una famiglia americana (1972–1981)
- Doc Elliot (1973-1974)
- Apple's Way (1974–1975)
- The Runaways (film TV, 1975)
- Sybil (film TV, 1976)
- Bel Air - La notte del massacro (miniserie TV, 1976)
- La famiglia Bradford (1977–1981)
- Killer on Board (film TV, 1977)
- Dallas (1978–1991)
- A Question of Guilt (film TV, 1978)
- Kazinsky (1978–1979)
- The Waverly Wonders (1978)
- California (1979–1993)
- Skag (1980)
- Flamingo Road (1980–1982)
- Falcon Crest (1981–1990)
- Il mistero di Jillian (1982)
- Boone (1983)
- Un tocco di genio (1983)
- Dream House (novembre 1983-giugno 1984; prodotto da Group W Productions da aprile a novembre 1983)
- Segreti (miniserie TV, 1984)
- Hunter (1984–1991, solo distribuzione fino al 1988)
- Cristoforo Colombo (miniserie TV, 1985)
- ThunderCats (1985–1989)
- Gulag 77 (film TV 1985; co-prodotto con HBO)
- SilverHawks (1986)
- Act of Vengeance (film TV 1986; co-prodotto con HBO)
- Love Connection (1986–1993; co-prodotta da Lorimar Television e distribuita da Warner Bros. Television, 1989–1993)
- La mamma è sempre la mamma (1986–1990, 1986–1989 solo distribuzione)
- ALF (1986–1990)
- La famiglia Hogan (1986–1991)
- Balki e Larry - Due perfetti americani (1986–1993)
- The People's Court (1986–1989; distribuito da Warner Bros. Television 1989–1993)
- Vita col nonno (1986–1988)
- Better Days (1986)
- She's the Sheriff (1987)
- The Comic Strip (1987)
- Max Headroom (1987)
- Gli amici di papà (1987–1993)
- Spies (1987)
- Gumby (1988)
- Voci nella notte (1988–1991)
- Aaron's Way (1988)
- Paradise (1988–1991)
- Freddy's Nightmares (1988–1990)
- Studio 5-B (1989)
- Nearly Departed (1989)
- Steven, 7 anni: rapito (miniserie TV, 1989)
- The People Next Door (1989)
- Medico alle Hawaii (1989–1990)
- 8 sotto un tetto (1989–1993)
- The Family Man (1990–1991)
- La legge di Bird (1990–1991)
- It (miniserie TV, 1990)
- D.E.A. (1990)
- Going Places (1990–1991)
- Doublecrossed (1991; co-prodotta con HBO)
- I giustizieri della notte (1991–1993)
- Ragionevoli dubbi (1991–1993)
- Sisters (1991–1993)
- Homefront (1991–1993)
- Io volerò via (1991–1993)
- Una bionda per papà (1991–1993)
- O Pioneers! (film TV, 1992)
- Bill & Ted's Excellent Adventures (1992)
- Nonna stiamo arrivando (film TV, 1992)
- Mr. Cooper (1992–1993)
- The Jackie Thomas Show (1992–1993)
- Time Trax (1993)
- Getting By (1993)
- It Had to Be You (1993)
- 2035 - Mutazione immortale (film TV, 1994)

### Lungometraggi cinematografici
La maggior parte del catalogo di film e programmi televisivi della Lorimar, con alcune eccezioni, è ora di proprietà della Warner Bros. Molti dei film della Lorimar sono ancora di proprietà dei loro distributori originali o di terze parti, che sono contrassegnati con un asterisco (*).
| Data di rilascio  | Titolo                                              | Note |
| ----------------- | --------------------------------------------------- | --- |
| 28 febbraio 1971  | The Sporting Club                                   | distribuito da Embassy Pictures* |
| 19 luglio 1972    | The Man                                             | in associazione con ABC Circle Films; distribuito da Paramount Pictures*                                                                              |
| 7 novembre 1974   | Il seme del tamarindo                               | in associazione con ITC Entertainment*; distribito da Avco Embassy Pictures                                                                           |
| 9 febbraio 1977   | Ultimi bagliori di un crepuscolo                    | distribuito da Allied Artists; co-prodotto con Bavaria Media GmbH*                                                                                    |
| 23 dicembre 1977  | I ragazzi del coro                                  | distribuito da Universal Pictures* |
| 29 giugno 1978    | Fedora                                              | ereditato da Allied Artists, distribuito da United Artists; co-prodotto da Bavaria Media GmbH*                                                        |
| 6 ottobre 1978    | Qualcuno sta uccidendo i più grandi cuochi d'Europa | originariamente distribuito da Warner Bros.; WB inizialmente rinunciò i diritti, ma li reclamo immediatamente dopo la fusione Lorimar/WB              |
| 10 agosto 1979    | Americathon                                         | distribuito da United Artists |
| 16 ottobre 1979   | Avalanche Express                                   | distribuito da 20th Century Fox |
| 6 novembre 1979   | Basket Music                                        | distribuito da United Artists |
| 19 dicembre 1979  | Oltre il giardino                                   | distribuito da United Artists; introdotto nel National Film Registry nel 2015                                                                         |
| 15 febbraio 1980  | Cruising                                            | distribuito da United Artists |
| 23 maggio 1980    | Carny - Un corpo per due uomini                     | distribuito da United Artists |
| 18 luglio 1980    | Il grande uno rosso                                 | distribuito da United Artists |
| 20 marzo 1981     | Il postino suona sempre due volte                   | co-prodotto con Metro-Goldwyn-Mayer; distribuito da Paramount Pictures                                                                                |
| 24 aprile 1981    | Il killer della notte                               | distribuito da Paramount Pictures |
| 5 maggio 1981     | Cuori di seconda mano                               | distribuito da Paramount Pictures |
| 5 giugno 1981     | L'oca selvaggia colpisce ancora                     | distribuito da Paramount Pictures |
| 1 luglio 1981     | S.O.B.                                              | distribuito da Paramount Pictures |
| 30 luglio 1981    | Fuga per la vittoria                                | distribuito da Paramount Pictures |
| 12 febbraio 1982  | Per amore e per denaro                              | distribuito da Paramount Pictures |
| 13 agosto 1982    | Ufficiale e gentiluomo                              | co-prodotto con Paramount Pictures* |
| 8 ottobre 1982    | Fast-Walking                                        | distribuito da the Pickman Film Corporation |
| 8 ottobre 1982    | Cercando di uscire                                  | distribuito da Paramount Pictures |
| 21 ottobre 1983   | La zona morta                                       | in silent partnership con Dino De Laurentiis Corporation, distribuito da Paramount Pictures, che ad oggi detiene ancora la maggior parte dei diritti* |
| 16 marzo 1984     | Tank                                                | distribuito da Universal Pictures* |
| luglio 1984       | La casa in Hell Street                              | |
| 13 luglio 1984    | Giochi stellari                                     | distribuito da Universal Pictures* |
| 31 gennaio 1986   | Power - Potere                                      | distribuito da 20th Century Fox |
| 27 giugno 1986    | Sogno americano                                     | distribuito da Columbia Pictures |
| 14 agosto 1986    | Il ragazzo che sapeva volare                        | distribuito da 20th Century Fox |
| 25 dicembre 1986  | Il mattino dopo                                     | distribuito da 20th Century Fox |
| 16 settembre 1987 | In the Mood                                         | co-prodotto con Kings Road Entertainment |
| 18 settembre 1987 | Un ostaggio di riguardo                             | |
| 2 ottobre 1987    | Big Shots                                           | distribuito da 20th Century Fox |
| novembre 1987     | Hearts of Fire                                      | |
| 6 novembre 1987   | Accadde in paradiso                                 | |
| 11 novembre 1987  | Siesta                                              | solo distribuzione negli Stati Uniti |
| 15 gennaio 1988   | Il ritorno dei morti viventi 2                      | |
| 12 febbraio 1988  | Action Jackson                                      | |
| 15 aprile 1988    | Tokyo Pop                                           | distribuito da International SpectraFilm |
| 22 aprile 1988    | Gli angeli dell'odio                                | preso dalla Apollo Pictures per la distribuzione nei cinema americani                                                                                 |
| 29 aprile 1988    | Congiunzione di due lune                            | preso dalla DDM Film Corporation per la distribuzione nei cinema americani; prodotto con The Samuel Goldwyn Company*                                  |
| 9 settembre 1988  | Vivere in fuga                                      | distribuito da Warner Bros.* |
| 29 ottobre 1988   | Moonwalker                                          | distribuito internazionalmente da Warner Bros.* |
| 21 dicembre 1988  | Le relazioni pericolose                             | distribuito da Warner Bros.* |
| 24 febbraio 1989  | Bert Rigby, You're a Fool                           | distribuito da Warner Bros.* |
| 24 febbraio 1989  | The Toxic Avenger Part II                           | distribuito e co-prodotto da Troma Entertainment* |
| 24 marzo 1989     | Dead Bang - A colpo sicuro                          | distribuito da Warner Bros.* |
| 14 aprile 1989    | Ci penseremo domani                                 | distribuito da Warner Bros.* |
| 13 agosto 1989    | Cookie                                              | distribuito da Warner Bros.* |
| 20 ottobre 1989   | Vendetta trasversale                                | distribuito da Warner Bros.* |
| 3 novembre 1989   | A.A.A. Detective chiaroveggente offresi             | distribuito da Warner Bros.* |
| 24 agosto 1990    | Chi ha paura delle streghe?                         | distribuito da Warner Bros.* |